# پسیکوزیس
پسیکوزیس (انگلیسی: Psicosis؛ زادهٔ ۱۹ مهٔ ۱۹۷۱) کشتی‌گیر کشتی حرفه‌ای اهل مکزیک است.